# Capilla de los Negros
La Capilla de los Negros, ubicada en la ciudad argentina de Chascomús, en la provincia de Buenos Aires, fue creada en 1862 como sede de una hermandad de negros. En la actualidad, la construcción tiene techo de zinc, paredes descubiertas, piso de tierra y alberga una rústica imagen de la Virgen Morena de los Milagros, antigua talla venerada por la comunidad negra del lugar. A su lado, se halla la Virgen del Rosario rodeada de ofrendas. Sirvió como centro asistencial durante las epidemias de cólera en la segunda mitad del siglo XIX.

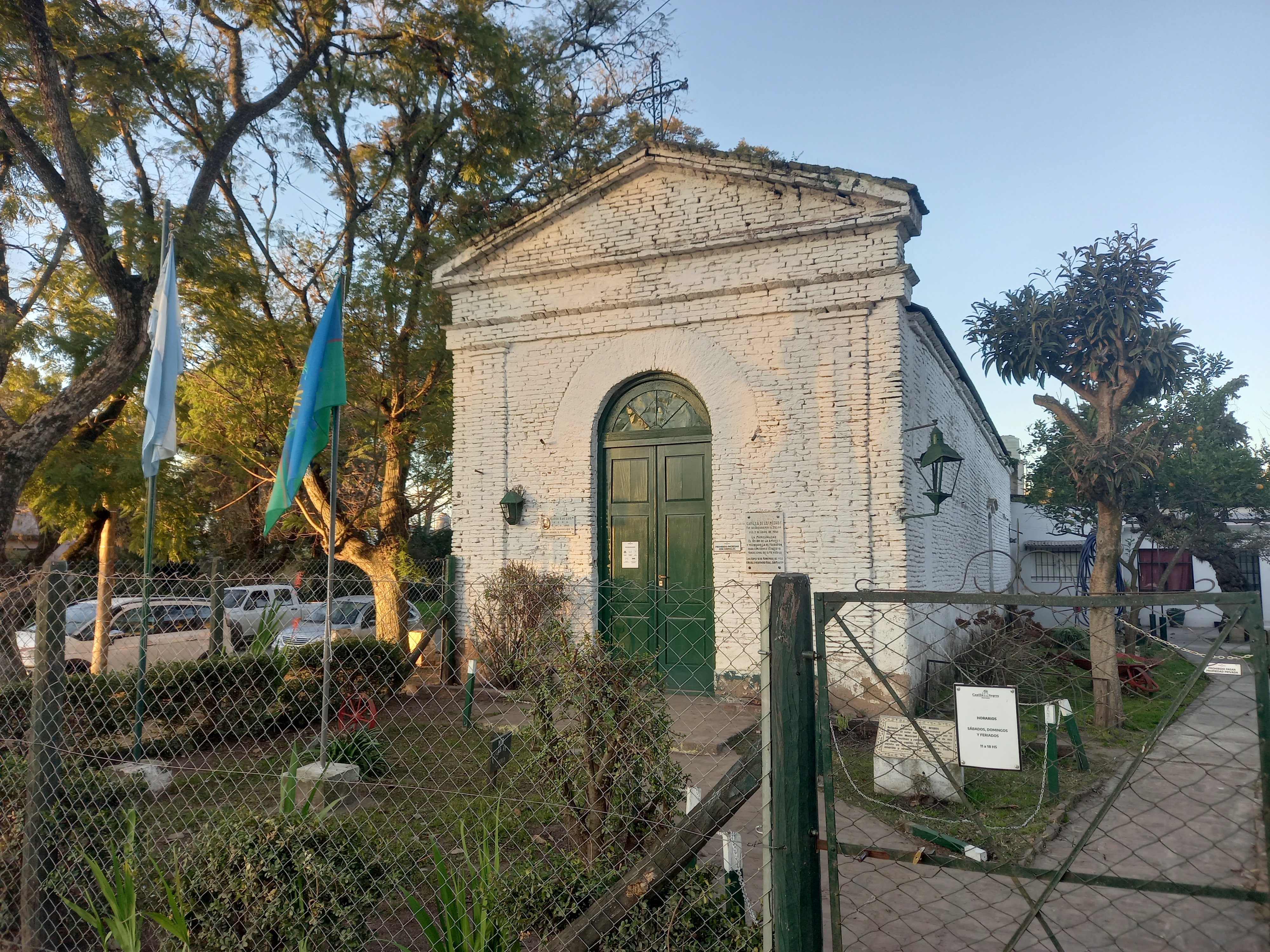
Capilla de Los Negros

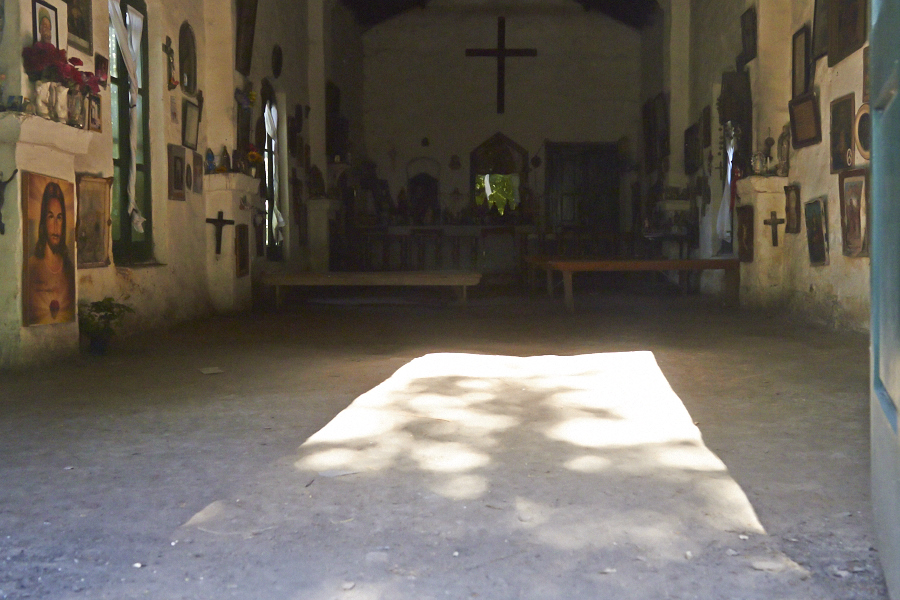
Capilla de los Negros, vista desde la puerta.

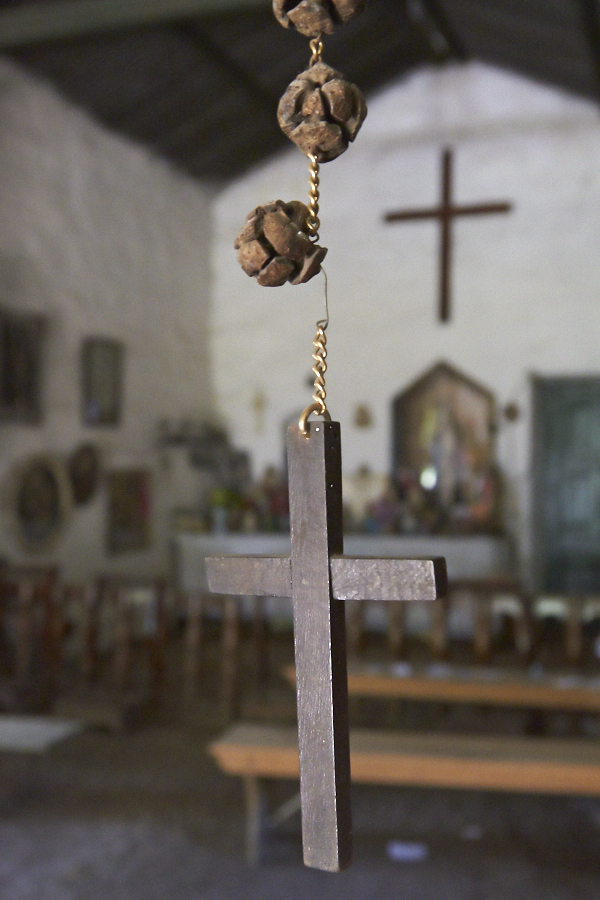
Crucifijo en la capilla.

Con el tiempo, se convirtió en un lugar de oración para los católicos pero, a pesar de llamársele capilla, el edificio nunca fue reconocido como tal por la iglesia de esa religión, razón por la cual no se realizan misas. Se encuentra ubicada sobre la llamada antiguamente Calle Ancha, hoy avenida Teniente Juan Domingo Perón, esquina Venezuela, a una cuadra de la laguna de Chascomús.
En 1839, muy cerca del lugar que esta ocupa, se refugiaron los heridos que combatieron contra Prudencio Rosas en la batalla de Chascomús.
El solar donde se alza la capilla fue declarado lugar histórico nacional el 22 de junio de 1962.

## Origen de la capilla
En 1779, el capitán Pedro Nicolás Escribano, comandante del fuerte “El Zanjón”, ubicado aproximadamente donde hoy se encuentra la localidad de Brandsen, lo trasladó más al sur, en las proximidades de la laguna de Chascomús. Alrededor de este fuerte, fueron levantando sus viviendas los pobladores de la zona, utilizando para estos trabajos a los negros y mulatos esclavos que, aun cuando ya habían sido liberados, los seguían manteniendo a su servicio. Los negros vivían fieles a sus tradiciones africanas, aunque muchos habían nacido en el país, agrupados en el Barrio del Tambor, cerca del casco histórico.
Se desconoce si tenían una organización comunitaria previa o si había otra construcción; lo cierto es que en 1861 enviaron al municipio una nota firmada por José Antonio Silva, en nombre de la nueva hermandad de morenos instituida en este pueblo con el título de Bayombé de Invenza (o de Dimbenza), para pedir la construcción de un Cuarto de las Ánimas y demás objetos indispensables a nuestros regocijos festivos. El municipio les otorgó en 1862 un solar, separado del pueblo por una alameda y anexo al cementerio, sobre la barranca de la laguna. Tenía un lugar abierto para los bailes, reuniones y otras actividades sociales que ellos realizaban. En 1867, se terminó de construir un edificio rectangular, cuyas paredes primitivamente fueron en su totalidad de adobe, revocadas con barro, y en su interior pintadas de blanco; el techo a dos aguas era de paja, sostenido por gruesas cañas tacuara, cuatro ventanas y puerta al frente. El piso era de tierra apisonada; no había color en la fachada, ni había revoque exterior.
La construcción, si bien bastante deteriorada por la acción del tiempo y la falta de cuidado, se conservaba tal como era, hasta que en 1950 un violento temporal casi acabó con ella, pues destrozó el techo, las ventanas y gran parte de las paredes, entre otras cosas.
Su precario estado movió a su comunidad a encarar la reparación. Así, ayudados por la municipalidad, resolvieron reconstruirla en su totalidad. Pero sufrió varios cambios en su aspecto. De los dos frontis quedó uno solo; el techo se cambió por chapa acanalada; se pintaron los zócalos de verde inglés al igual que la puerta y las ventanas; se cambiaron los herrajes, que estaban forjados a mano, y se quitaron las persianas de madera, entre otras cosas. Entonces, se le construyó un altar, un nicho para la Virgen del Rosario y otras modificaciones que convirtieron la construcción en una capilla católica, pese a que no está reconocida por la curia. Gracias a las imágenes, los cuadros, las velas y la ornamentación, se transformó en un sitio de religiosidad popular, aun para aquellos que no pertenecen a la primitiva comunidad.
También se incluyó una talla de la Virgen Morena de los Milagros, además de la imagen de San Martín de Porres: el santo moreno, que, según la tradición, pasó toda su vida barriendo. También adornan la capilla la Virgen Gaucha de Luján, la de San Benito de Palermo y un retrato de Ceferino Namuncurá.
Durante la epidemia de cólera en 1868 y la de fiebre amarilla de 1871 fue utilizada para la atención de los enfermos. 
En 1839, mucho antes de la construcción de la capilla, muy cerca del lugar que esta ocupa, se refugiaron los heridos que combatieron contra Prudencio Rosas en la batalla de Chascomús. Un monolito guarda las cenizas de aquellos que murieron en la confrontación.
El solar donde se alza la capilla, en la avenida Teniente Juan Domingo Perón y Venezuela, fue declarado lugar histórico nacional el 22 de junio de 1962, por decreto Nº 5674.